# Gloydius intermedius
Gloydius intermedius es una especie de serpiente venenosa de la familia Viperidae. Se distribuye por Asia central. Se reconocen tres subespecies.

## Descripción
En 1990, Gloyd y Conant reportaron que los adultos y subadultos estudiados alcanzaban entre 33.5 y 71 cm de longitud. En 1916, Nikolsky mencionó que algunos individuos podían alcanzar hasta 78 cm de longitud. El cuerpo es relativamente robusto y su boca no está curvada hacia arriba.
La escamación incluye: 7 escamas supralabiales, 23 filas de escamas dorsales quilladas a mitad del cuerpo, de 149 a 165 escamas ventrales y de 32 a 48 escamas subcaudales.
El patrón de colores es variable, aunque generalmente consiste en 28 a 45 manchas dorsales o bandas cruzadas que generalmente se extienden bajo los flancos hasta la primera o segunda fila de escamas. Entre estas manchas están áreas irregulares más claras. Está presente una línea postorbital de color que va de chocolate oscuro a negro, extendiéndose desde la parte posterior del ojo hasta el ángulo de la mandíbula esbozada por una línea clara superior y por escamas supralabiales inferiores color crema.

## Distribución
Encontrada en el sureste de Azerbaiyán, el norte de Irán, el sur de Turkmenistán, noroeste de Afganistán, el sur de Rusia, noroeste de China y Mongolia. La localidad tipo dada por Stejneger en 1907 es Irkustk en Siberia oriental. Golay y col. (1993) mencionan la isla de Yesso, los bancos del río Amur y la cordillera del Gran Khingan (Hinggan Ling).

## Subespecies
| Subespecies       | Autor del taxon  | Distribución geográfica |
| ----------------- | ---------------- | --- |
| G. i. caucasicus  | (Nikolsky, 1916) | Mayormente en las regiones montañosas del sur, sureste y suroeste del mar Caspio. También en el sureste de Azerbaiyán, el sur de Turkmenistán, el norte de Irán y el extremo noroeste de Afganistán. El nivel de elevación es desde debajo del nivel del mar (cerca de la costa sur del mar Caspio) hasta al menos 3,000 metros en el alto del Valle Lar en las Montañas Elburz en el norte de Irán. |
| G. i. intermedius | (Strauch, 1868)  | Asia Central, desde Kirguistán , el este de Kazajistán y Sinkiang (en China) hasta Mongolia y el sur de Siberia hasta el este de las laderas occidentales del Gran Kinghan y la región de los lagos Torey cerca de la frontera común de China, Mongolia y Rusia. |
| G. i. stejnegeri  | (Rendahl, 1933)  | Las limites del desierto de Gobi en el sur este de Mongolia en el sur de China hasta el Shansi del norte y el Hopeh. |